# Sborino
Sborino (bułg. Сборино) – wieś w południowej Bułgarii, w obwodzie Chaskowo, w gminie Iwajłowgrad. Obecnie jest niezamieszkana.